# Vysílač Hošťálkovice
Vysílač Hošťálkovice je rozhlasový a televizní vysílač, který se nachází v ostravském městském obvodu Hošťálkovice. Současná vysílací věž, vysoká 184,5 m, byla postavena v letech 1975–1980 a nahradila původní příhradovou věž, vysokou 123 m, z roku 1955. Navrhl ho Václav Aulický.

## Vysílané stanice

### Televize
Z Hošťálkovic jsou šířeny následující multiplexy:
|        | Multiplex    | Kanál | Kmitočet | Výkon (ERP) | Polarizace   |
| ------ | ------------ | ----- | -------- | ----------- | ------------ |
| DVB-T2 | Multiplex 21 | 26    | 514 MHz  | 100 kW      | horizontální |
| DVB-T2 | Multiplex 22 | 28    | 530 MHz  | 100 kW      | horizontální |
| DVB-T2 | Multiplex 23 | 31    | 554 MHz  | 100 kW      | horizontální |

### Rozhlas
Přehled rozhlasových stanic vysílaných z Hošťálkovic:
|    | Stanice                   | Kmitočet  | Výkon (ERP) | Polarizace   |
| -- | ------------------------- | --------- | ----------- | ------------ |
| FM | Rádio Impuls              | 89,0 MHz  | 42,65 kW    | horizontální |
| FM | Frekvence 1               | 91,0 MHz  | 70,79 kW    | horizontální |
| FM | Rádio Blaník              | 93,7 MHz  | 39,81 kW    | horizontální |
| FM | Hitrádio Orion            | 96,4 MHz  | 3,467 kW    | horizontální |
| FM | Český rozhlas Radiožurnál | 101,4 MHz | 42,65 kW    | horizontální |
| FM | Český rozhlas Vltava      | 104,8 MHz | 42,65 kW    | horizontální |
| FM | Český rozhlas Ostrava     | 107,3 MHz | 2,818 kW    | horizontální |

Z Hošťálkovic vysílá i digitální rozhlas DAB+:
|      | Multiplex | Kanál | Kmitočet    | Výkon (ERP) | Polarizace |
| ---- | --------- | ----- | ----------- | ----------- | ---------- |
| DAB+ | ČRa DAB+  | 7D    | 194,064 MHz | 0,2 kW      | vertikální |
| DAB+ | ČRo DAB+  | 12D   | 229,072 MHz | 10 kW       | vertikální |